# Indiana Evans
Indiana Rose Evans (Sydney, 27 de julho de 1990) é uma atriz, cantora e modelo australiana.

## Biografia e carreira
Indiana Rose Evans nasceu em 27 de julho de 1990 em Sydney, Austrália.
Desde que tinha 5 anos, Indiana Evans sempre demonstrou interesse em atuar, uma vez que sempre se apresentava para sua família e amigos. Aos 7 anos, os seus pais a colocaram para fazer aulas de balé, sendo que, mais tarde, passou a praticar jazz e sapateado também.
Antes de começar Home and Away, Evans estava fazendo o ensino médio na Newtown High School of the Performing Arts, porém saiu duas semanas depois para se focar na sua carreira de atriz. Então, ela começou a fazer o curso a distância até completar 15 anos.
Indiana Evans fez sua estréia como atriz no drama australiano de 2003 All Saints. Em seguida, conseguiu o papel principal em uma campanha americana para o Kool-Aid. No mesmo ano, Evans teve um pequeno papel na série Snobs. Desde então, apareceu em outros programas, como Comedy Inc., Cops L.A.C. e The Strip.
Em 2004, conseguiu o papel de Matilda Hunter em Home and Away. Por sua atuação nesse trabalho, foi indicada ao Logie Award e ao Inside Soap Award. Em abril de 2008, Evans revelou que tinha recebido um contrato de extensão, mas recusou a oferta e deixou a série. Sua última aparição nela foi em julho de 2008.
Em 2009, Evans estrelou o filme A Model Daughter: The Killing of Caroline Byrne. No mesmo ano, interpretou Bella Hartley em H2O: Just Add Water. Ela cantou o tema de abertura da série, intitulado "No Ordinary Girl", além de uma série de faixas que foram inseridas ao decorrer dos episódios. A trilha sonora do programa foi lançada em março de 2011 e é composta apenas de músicas cantadas por Indiana.
Em agosto de 2010, atuou no filme Arctic Blast como Naomi Tate. Em novembro do mesmo ano, foi escalada para a série de televisão Crownies.
Em fevereiro de 2012, Evans protagonizou o filme Blue Lagoon: The Awakening.
Em fevereiro de 2014, juntou-se ao elenco de Secrets and Lies.

## Filmografia

### Filme
| Ano  | Título          | Papel            | Notas |
| ---- | --------------- | ---------------- | ----- |
| 2008 | Burden          | Lara Boyd-Cutler |       |
| 2008 | At the Tattoist | Georgia          |       |
| 2010 | Arctic Blast    | Naomi Tate       |       |
| 2011 | Smith           | Kia Blonde       |       |
| 2012 | Gingers         | Blonde Waitress  |       |

### Televisão
| Ano       | Título                                          | Papel                    | Notas                                              |
| --------- | ----------------------------------------------- | ------------------------ | -------------------------------------------------- |
| 2003      | All Saints                                      | Milly Roberts            | Episódio: "Destinys Child"                         |
| 2003–2004 | Snobs                                           | Abby Oakley              | Série regular; 26 Episódios                        |
| 2004–2008 | Home and Away                                   | Matilda Hunter           | Série regular; 197 Episódios                       |
| 2008      | The Strip                                       | China Williams           | Episódio: "Schoolies"                              |
| 2009–2010 | H2O: Just Add Water                             | Isabella "Bella" Hartley | 3ª temporada; 26 Episódios                         |
| 2009      | A Model Daughter: The Killing of Caroline Byrne | Kylie Watson             | Filme de televisão                                 |
| 2010      | Cops L.A.C.                                     | Kylie Tremaine           | Episódio: "Lost Girls"                             |
| 2011      | Crownies                                        | Tatum Novak              | 22 Episódios                                       |
| 2012      | Blue Lagoon: The Awakening                      | Emmaline "Emma" Robinson | Filme de televisão                                 |
| 2013      | Janet King                                      | Tatum Novak              | 4 Episódios                                        |
| 2015      | Secrets and Lies                                | Nathalie Garner          | 1ª temporada; 10 Episódios                         |
| 2015      | House Husbands                                  | Tash                     | 2 Episódios                                        |
| 2015      | Ash vs Evil Dead                                | Melissa                  | Episódios: "Ashes to Ashes" & "Bound in the Flesh" |